# Гайдашек
Гайдашек (пол. Hajdaszek) — село в Польщі, у гміні Кіє Піньчовського повіту Свентокшиського воєводства.
Населення — 102 особи (2011).
У 1975-1998 роках село належало до Келецького воєводства.

## Демографія
Демографічна структура на день 31 березня 2011 року:
|          | Загалом | Допрацездатний вік | Працездатний вік | Постпрацездатний вік |
| -------- | ------- | ------------------ | ---------------- | -------------------- |
| Чоловіки | 43      | 5                  | 34               | 4                    |
| Жінки    | 59      | 13                 | 34               | 12                   |
| Разом    | 102     | 18                 | 68               | 16                   |